# Elecciones provinciales de Buenos Aires de 1962
Las elecciones generales de la provincia de Buenos Aires de 1962 tuvieron lugar el 18 de marzo del mencionado año, al mismo tiempo que las elecciones legislativas a nivel nacional. Los cargos a elegir eran el Gobernador y el Vicegobernador para el período 1962-1966, y la mitad de los escaños de la Cámara de Diputados y el Senado Provincial. Se realizaron durante el gobierno de Arturo Frondizi, período en el cual el Partido Peronista (PP) se encontraba proscrito e impedido de participar en las elecciones. Sin embargo, Frondizi retiró parcialmente la proscripción y permitió que los partidos llamados neoperonistas presentaran candidaturas para cargos legislativos y provinciales.
En ese contexto, Andrés Framini, el candidato del partido Unión Popular (UP), respaldado además por varios movimientos peronistas y por el Partido Socialista Argentino (PSA), obtuvo una amplia victoria con el 38.17% de los votos emitidos contra el 24.19% de Guillermo Acuña Anzorena, candidato de la oficialista Unión Cívica Radical Intransigente (UCRI), y el 20.21% de Fernando Solá, candidato de la Unión Cívica Radical del Pueblo (URCP). Este último era anteriormente candidato a vicegobernador de Crisólogo Larralde, pero este falleció durante un acto de campaña el 23 de febrero y debió ser reemplazado. Los demás candidatos, que fueron el socialista democrático Teodoro Bronzini y el conservador Julio César Cueto Rúa, no superaron el 5% de los votos. La participación electoral fue de un 85% de los votantes registrados.
Framini no pudo asumir la gobernación debido a que la provincia fue intervenida por el presidente Frondizi el 20 de marzo, cosa que no impidió el golpe de Estado que lo derrocaría nueve días más tarde. En 1991, mediante una ley provincial, el gobernador Eduardo Duhalde reconoció la validez de la victoria electoral de Framini y por lo tanto ostenta el reconocimiento de exgobernador de la provincia, pese a no haber ejercido nunca el cargo.

## Antecedentes
La provincia de Buenos Aires es, por amplia diferencia, el territorio más poblado de la República Argentina, lo que la convierte en un distrito electoral decisivo en los comicios nacionales, puesto que en dicha provincia reside más de un tercio (38%) del electorado registrado. Al momento de realizarse los comicios, en 1962, solo un presidente, Hipólito Yrigoyen, en 1916, había ganado las elecciones presidenciales sin imponerse en Buenos Aires. De hecho, la situación no volvería a repetirse hasta casi cien años después, en las elecciones de 2015. Obtener y retener el control de la gobernación bonaerense se considera, también, clave para la estabilidad de un gobierno electo.
El 23 de septiembre de 1955, un golpe de Estado militar derrocó al gobierno constitucional de Juan Domingo Perón y lo reemplazó por una dictadura militar dirigida primero por Eduardo Lonardi, y luego por Pedro Eugenio Aramburu. Este último proscribió al peronismo, a su partido y al propio Perón, imposibilitándolo para presentarse a elecciones. Ante esta situación, se dividió el principal partido de la oposición, la Unión Cívica Radical (UCR), en radicales intransigentes (favorables a pactar con el peronismo) y radicales del pueblo (favorables a la proscripción). De este modo se realizaron elecciones presidenciales con el peronismo proscrito, triunfando por amplio margen Arturo Frondizi, el candidato intransigente apoyado por el propio Perón desde el exilio. Tal apoyo benefició también a los candidatos gubernativos de su partido, resultando electo en Buenos Aires el intrasigente Oscar Alende por amplio margen.
Sin embargo, el gobierno de Frondizi llegó al poder condicionado por el hecho de depender institucionalmente del ejército, que en las elecciones había apoyado al radical del pueblo Ricardo Balbín, y electoralmente del peronismo, ambas fuerzas absolutamente contrarias. En las elecciones de medio término de 1960, el peronismo retiró su apoyo al frondizismo, que logró ganar en la práctica al ser la fuerza política más votada, pero quedó en segunda minoría detrás de los votos en blanco y anulados, que superaron el 25% de los sufragios emitidos y constituían la única forma de expresión del peronismo proscrito. Al mismo tiempo, comenzaron a surgir en el país movimientos neoperonistas, que deseaban concurrir a las elecciones. Pese a las presiones del ejército, Frondizi permitió que estos presentaran candidaturas a las elecciones legislativas y provinciales de 1962.

## Candidaturas
Perón desde el exilio, anunció que se presentaría una fórmula integrada por el líder sindical Andrés Framini para gobernador y él mismo como vicegobernador en Buenos Aires. El anuncio generó conmoción entre los militares y las fuerzas antiperonistas. El Ministro del Interior Alfredo Vítolo declaró que no permitiría la candidatura de Perón; simultáneamente, el juez electoral Leopoldo Isaurralde anunció que no habilitaría la candidatura de Perón, y el cardenal Antonio Caggiano mencionó públicamente que Perón había sido excomulgado por la Iglesia católica. Finalmente, Framini fue candidato, y su compañero de fórmula fue Francisco Marcos Anglada. La sigla partidaria por la que se presentaron a la gobernación fue Unión Popular (UP), partido fundado poco después del golpe de Estado. Poco después del anuncio, el Partido Socialista Argentino, liderado por Alfredo Palacios y Alicia Moreau de Justo, declaró su apoyo a la fórmula peronista, retirando a tal fin sus candidaturas ejecutivas, aunque mantuvo listas legislativas.
El oficialismo provincial, la UCRI, presentó al abogado Guillermo Acuña Anzorena, quien fue proclamado candidato mucho tiempo antes de las elecciones, a principios de julio de 1961. Para tal fin renunció a su cargo como Ministro de Trabajo y Previsión, el 30 de junio del mismo año. Su compañero de fórmula y candidato a vicegobernador sería Horacio Jorge Zubiri. La Unión Cívica Radical del Pueblo (UCRP), principal oposición a nivel nacional después del peronismo, presentó las candidaturas de Crisólogo Larralde para gobernador, y Fernando Solá para vicegobernador. Otros candidatos destacables eran Julio César Cueto Rúa, de la Unión Conservadora, y Teodoro Bronzini, del Partido Socialista Democrático (PSD).

## Campaña
La campaña del peronismo fue vertiginosa y se basó en la idea del retorno de Perón a la Argentina. De hecho, el principal eslogan de campaña de Framini fue "¡Framini-Anglada, Perón en la Rosada!" Framini realizó una extensa gira por la provincia, finalizando con un discurso en San Isidro ante miles de personas. Mientras que varios medios de comunicación, como el diario La Nación, denunciaron que Framini había pactado con Frondizi para mantener la proscripción sobre Perón, este denunció y refutó dichos rumores, declarando además que funcionarios del gobierno frondizista habían tratado de convencerlo de retirar su candidatura. Por su parte, Perón declaró que no era buena idea concurrir a los comicios y llamó a la abstención. Sin embargo, para entonces el ambiente concurrencista se encontraba en su apogeo y muy pocos peronistas obedecieron la orden.
Crisólogo Larralde, candidato del radicalismo del pueblo, evitó las grandes concentraciones y los discursos largos durante la campaña debido a al mal estado de su salud. Sin embargo, decidió asistir a un acto del Comité Seccional de la UCRP en la localidad de Berisso el 23 de febrero de 1962. Allí, mientras daba un discurso sobre la situación socioeconómica de la provincia y sus propuestas para la gobernación, repentinamente Larralde sufrió un infarto y murió. Fue rápidamente reemplazado como candidato por el candidato a vicegobernador Fernando Solá, cuyo reemplazo como compañero de fórmula sería Emilio Parodi. Sin embargo, la muerte repentina de Larralde fue un fuerte golpe para la UCRP, que perdía a uno de sus principales dirigentes, y el cambio repentino a menos de un mes de las elecciones afectó considerablemente sus posibilidades de ganar.

## Resultados

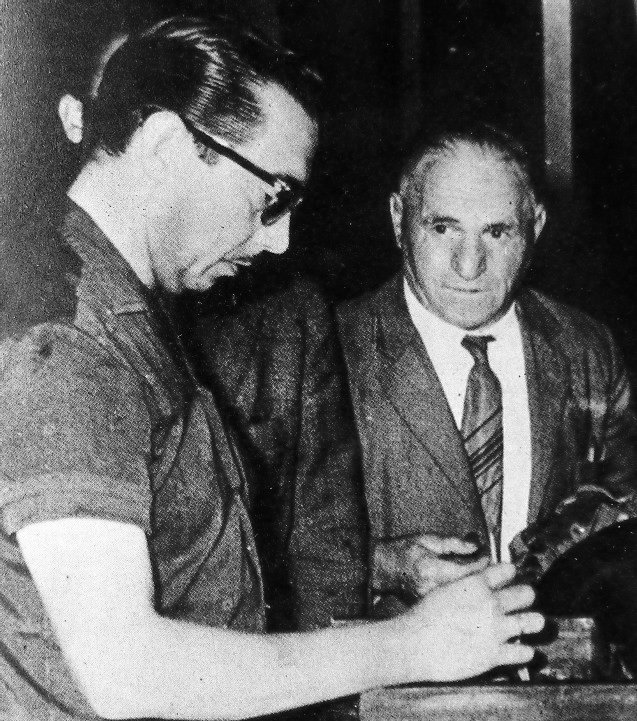
Andrés Framini emitiendo su voto.

|  | 42,23 % |

|  | 26,77 % |

|  | 22,37 % |

|  | 4,80 % |

|  | 3,83 % |

|  | 95,54 % |

|  | 3,85 % |

|  | 0,61 % |

## Consecuencias
Después de que se conociera el resultado, el liderazgo de las Fuerzas Armadas reaccionó con pánico ante la victoria peronista en gran parte del país, principalmente la de Framini en Buenos Aires, y se realizó un planteo de golpe de Estado. El presidente Frondizi trató de calmar al ejército interviniendo las provincias donde ganó el peronismo. De este modo, la idea de que Framini asumiera el cargo quedó en suspenso y Oscar Alende, el gobernador incumbente, debió abandonarlo el 20 de marzo, dos días después de las elecciones, para entregar el mando al interventor Jorge Bermúdez Emparanza. A pesar de la intervención, Frondizi no tenía intenciones de anular los comicios y se negó a hacerlo. Su objetivo era que la intervención fuera un paréntesis entre la crisis en el seno de las Fuerzas Armadas y la ascensión de los cargos electos. Durante ese período, Frondizi podría negociar con el ejército y al mismo tiempo defender el resultado electoral. Simultáneamente, a nivel internacional, periódicos como el Wall Street Journal escribieron artículos considerando las elecciones como anuladas, y resaltando una inmadurez política considerada inusual en un país con casi un siglo y medio de independencia. También definieron a Perón como "dictador con apoyo comunista".
Las intervenciones de las provincias con gobernadores peronistas electos no pudieron salvar al gobierno constitucional, que ya había perdido toda la confianza de la élite militar. El 29 de marzo se produjo un golpe de Estado que derrocó y detuvo a Frondizi. Este fue reemplazado por el Presidente provisional del Senado, José María Guido, que anuló definitivamente las elecciones y clausuró el Congreso. Dado que el ejecutivo no tiene la potestad de anular elecciones, la dirigencia peronista no reconoció las acciones de Guido y Framini el 1 de mayo se presentó a asumir el cargo escoltado por sus seguidores, labrándose un acta en la que se lo rechazaba como tal. Se desató una protesta que culminó con una fuerte represión policial.